# Сандре мост
Сандре мост (на гръцки: Σάντρη Μοστ, Σάνδρεμος) е запазен средновековен каменен мост, разположен край днешното кайлярско село Катраница (Пирги), Гърция. Намира се на запад от руините на крепостта Град (Γκρατ) на пътя към Нов град (Вегора). Мостът е добре запазен и е павиран.